# 장호 (지명)
장호(張顥, ? ~ ?)는 후한 후기의 관료로, 자는 지명(智明)이며 상산군 사람이다. 중상시(中常侍) 장봉(張奉)의 동생이다.

## 행적
양상·광록훈·태상을 역임하였다.
광화 원년(178년) 3월, 태상에서 태위로 승진하였으나 6개월 만에 파면되었다.

## 일화
양상을 지낼 적의 일이다. 비가 내린 후의 어느 날, 메까치 같이 생긴 새가 나타나더니 땅에 떨어졌다. 백성이 주워 보니 둥근 돌로 변했고, 장호가 그 돌을 깨뜨려 보니 안에는 '충효후인'(忠孝侯印)이라 적힌 금도장이 있었다. 장호는 도장을 관청에 간직해 두었고, 관직이 태위에 이르렀다.

## 출전
- 범엽, 《후한서》 권8 효영제기 이현주
- 이방, 《태평광기》 권제461 작(鵲)

| 전임 진탐 | 후한의 태상 ? ~ 178년 음력 3월 | 후임 내염 |

| 전임 맹욱 | 후한의 태위 178년 음력 3월 ~ 178년 음력 9월 | 후임 진구 |